# Di Capri...di più
Di Capri...di più è il trentatreesimo album di Peppino di Capri, pubblicato nel 1995.

## Descrizione
Il disco, prodotto dall'etichetta Splash, è stato distribuito dalla CGD East West SPA, del Warner Group Company. Il disco è stato registrato e mixato alla SPLASH STUDIO a Napoli da Massimo Aluzzi, assistito da Giovanni Ipri. Hanno collaborato ai missaggi: Adriano Pennino, Enzo Anoldo, Adriano Guarrino e Peppino di Capri.
Il titolo dell'album è stato ideato da Alida Cappellini.
Gli arrangiamenti sono a cura di Adriano Pennino (canzoni Roma, 'Na canzone napulitana, Sempre sia lodato, Notturno, Canta ancora, Qualcuno resta ), di Enzo Anoldo (canzoni Sotto il sole col mare, O mare, Ma che ne sai) e di Adriano Guarrino per il pezzo Ancora con te. Peppino di Capri li ringrazia in un testo sulla copertina.
Inoltre, Peppino di Capri ringrazia Vincenzo Mollica che ha suggerito di registrare la canzone Ancora con te.
Da segnalare che il sito Discogs considera questo disco come una raccolta, mentre si tratta di un album di canzoni inedite di Peppino di Capri.
Il cantante ripropone il titolo Ma che ne sai la canzone sanremese dello stesso anno 1995 interpretata a tre con Gigi Proietti e Stefano Palatresi, cantandola quella volta come solista.
Il pezzo O mare composto dal compositore portoghese Ferrer Trindade è stato un successo internazionale, poi ripreso nel 2000 dalla cantante francese Hélène Ségara sotto il titolo Elle, tu l'aimes, single uscito il 18 aprile 2000 tratto dell'album Au nom d'une femme.

## Tracce
1. Ancora con te (S.Bardotti, Isolda)
2. Roma (Gianni Conte)
3. 'na canzona napulitana (R.Giglio, L.Caravaglios, G.Botta)
4. Sotto il sole con il mare (Giorgio Conte)
5. Sempre sia lodato (G Di Gennaro)
6. 'o mare (testo: Peppino di Capri – musica: Ferrer Trindade)
7. Canta ancora (P.Penza, Gino Paoli, Adriano Pennino)
8. Qualcosa resta (G.Belfiore, Peppino di Capri)
9. Ma che ne sai (C.Mattone)
10. Notturno (M. Fabrizio)

## Formazione
- Peppino di Capri: voce, pianoforte
- Roberto d'Aquino: basso
- Luciano Gargiulio: batteria
- Adriano Quarino: chitarra
- Bob Fix: sax-soprano
- Adriano Pennino, Enzo Analdo: tastiere, pianoforte